# Sean Blakemore
Sean Blakemore (St. Louis, 10 agosto 1967) è un attore statunitense.

## Carriera
Nel 2023 è nel cast principale della seconda stagione della serie horror Cruel Summer.

## Filmografia

### Cinema
- Dahmer - Il cannibale di Milwaukee (Dahmer), regia di David Jacobson (2002)
- Into Darkness - Star Trek (Star Trek into Darkness), regia di J. J. Abrams (2013)
- Ad Astra, regia di James Gray (2019)

### Televisione
- The District - serie TV, episodio 3x08 (2002)
- General Hospital - soap opera, 292 episodi (2003-2022)
- Febbre d'amore (The Young and The Restless) - soap opera, 4 episodi (2004)
- Detective Monk - serie TV, episodio 2x16 (2004)
- Cold Case - Delitti irrisolti (Cold Case) - serie TV, episodio 2x19 (2005)
- The Shield - serie TV, episodio 4x07 (2005)
- The O.C. - serie TV, episodio 3x01 (2005)
- The Unit - serie TV, episodio 1x02 (2006)
- CSI: NY - serie TV, episodio 3x11 (2006)
- E.R. - Medici in prima linea (E.R.) - serie TV, episodio 13x17 (2007)
- Bones - serie TV, episodi 4x01, 4x26 (2008-2009)
- Lie to Me - serie TV, episodio 2x10 (2009)
- NCIS - Unità anticrimine (NCIS) - serie TV, episodio 8x12 (2011)
- CSI: Cyber - serie TV, 6 episodi (2015-2016)
- Devious Maids - Panni sporchi a Beverly Hills (Devious Maids) - serie TV, 4 episodi (2016)
- Bosch - serie TV, 3 episodi (2016)
- Hawaii Five-0 - serie TV, episodio 7x07 (2016)
- The Quad - serie TV, 17 episodi (2017-2018)
- American Crime - serie TV, 3 episodi (2017)
- Greenleaf - serie TV, 19 episodi (2018-2020)
- Tredici (13 Reasons Why) - serie TV, 2 episodi (2018)
- Scorpion - serie TV, episodio 4x21 (2018)
- American Horror Story - serie TV, episodio 8x01 (2018)
- Lethal Weapon - serie TV, episodio 3x11 (2019)
- MacGyver - serie TV, episodio 4x12 (2020)
- All Rise - serie TV, 7 episodi (2022-2023)
- Cruel Summer - serie TV, 8 episodi (2023)
- S.W.A.T. - serie TV, episodio 7x10 (2024)

## Doppiatori italiani
Nelle versioni in italiano delle opere in cui ha recitato, Sean Blakemore è stato doppiato da:
- Massimo Milazzo in Dahmer - Il cannibale di Milwaukee
- Roberto Certomà in Cold Case - Delitti irrisolti
- Francesco Meoni in The Shield
- Stefano Billi in The O.C.
- Roberto Draghetti in CSI: NY
- Stefano Mondini in E.R. - Medici in prima linea
- Davide Marzi in Bones
- Wladimiro Grana in Lie to Me
- Gabriele Sabatini in NCIS - Unità anticrimine
- Massimiliano Plinio in CSI: Cyber
- Luca Ward in Devious Maids - Panni sporchi a Beverly Hills
- Carlo Scipioni in Bosch
- Nicola Braile in Hawaii Five-0
- Simone Mori in Greenleaf
- Stefano Albertini in Tredici
- Massimo Bitossi in American Horror Story
- Francesco Prando in All Rise
- Franco Mannella in Cruel Summer
- Saverio Indrio in S.W.A.T.